# Mark Evans (remero)
Marcus Evans –conocido como Mark Evans– (Toronto, 16 de agosto de 1957) es un deportista canadiense que compitió en remo. Es hermano del también remero Michael Evans.
Participó en los Juegos Olímpicos de Los Ángeles 1984, obteniendo una medalla de oro en la prueba de ocho con timonel.

## Palmarés internacional
| Juegos Olímpicos | Juegos Olímpicos             | Juegos Olímpicos | Juegos Olímpicos |
| Año              | Lugar                        | Medalla          | Prueba           |
| ---------------- | ---------------------------- | ---------------- | ---------------- |
| 1984             | Los Ángeles (Estados Unidos) | Medalla de oro   | Ocho con timonel |